# Аллея фонтанов

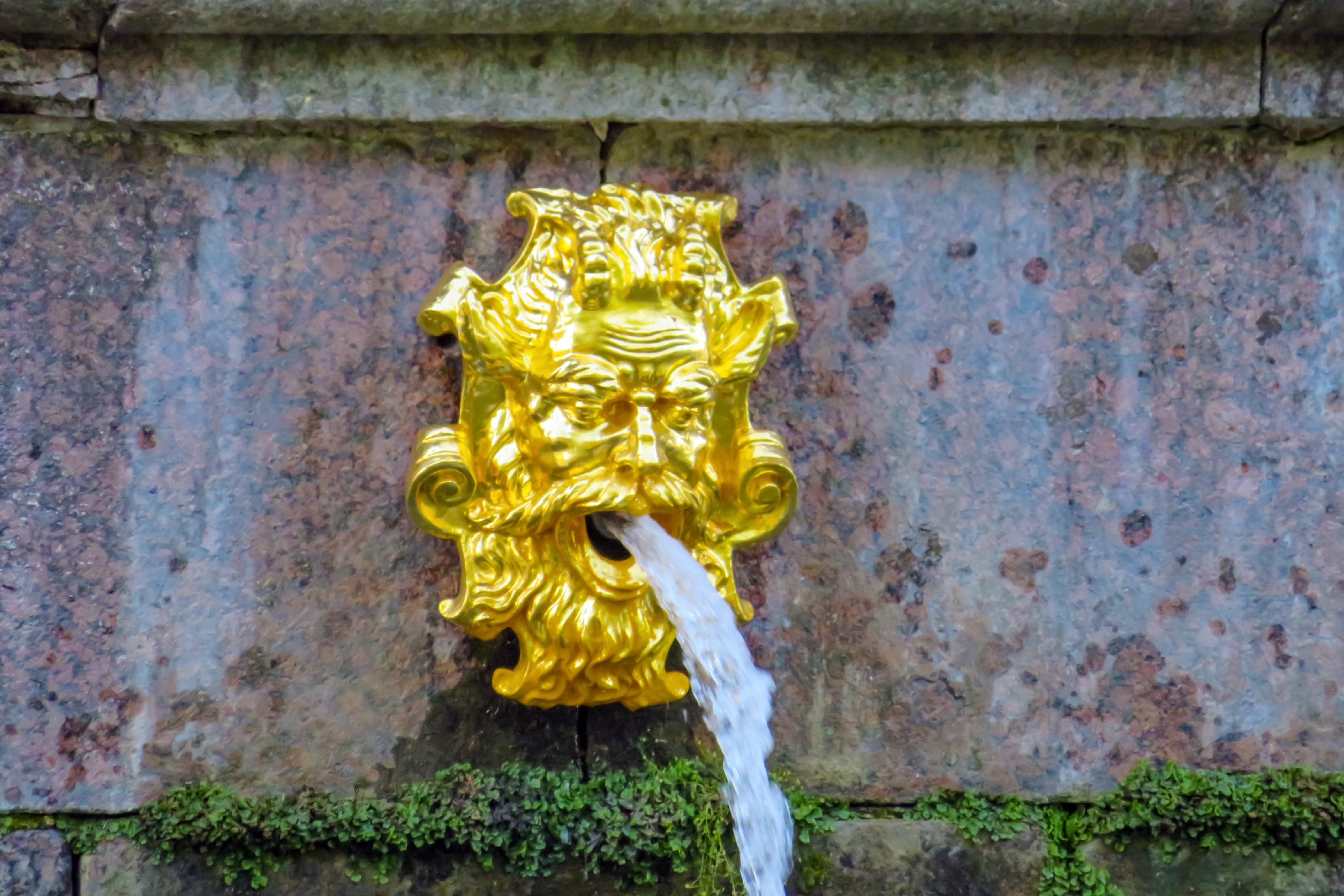
Фонтанный маскарон

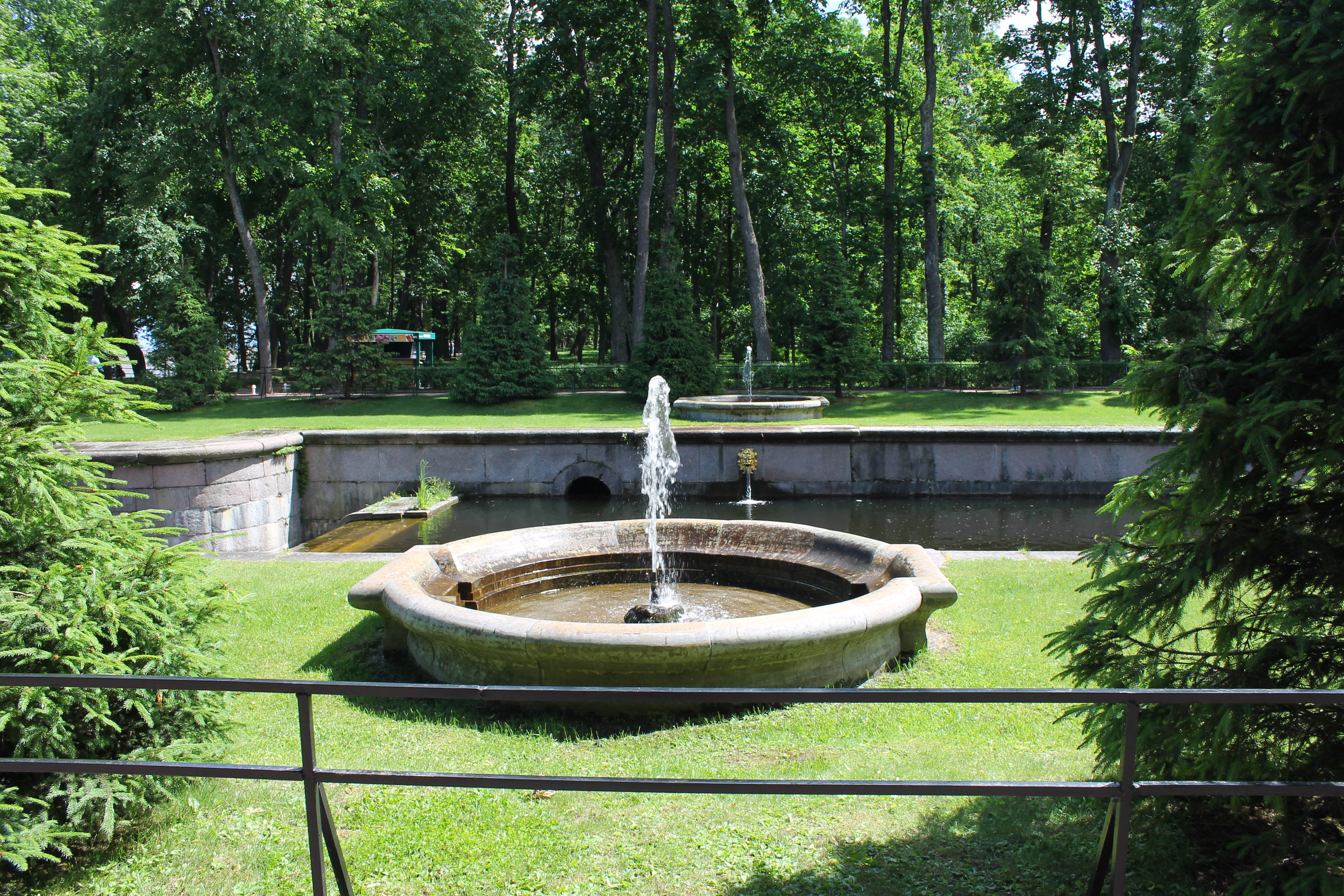
Бассейн-«корзина» из пудостского известняка

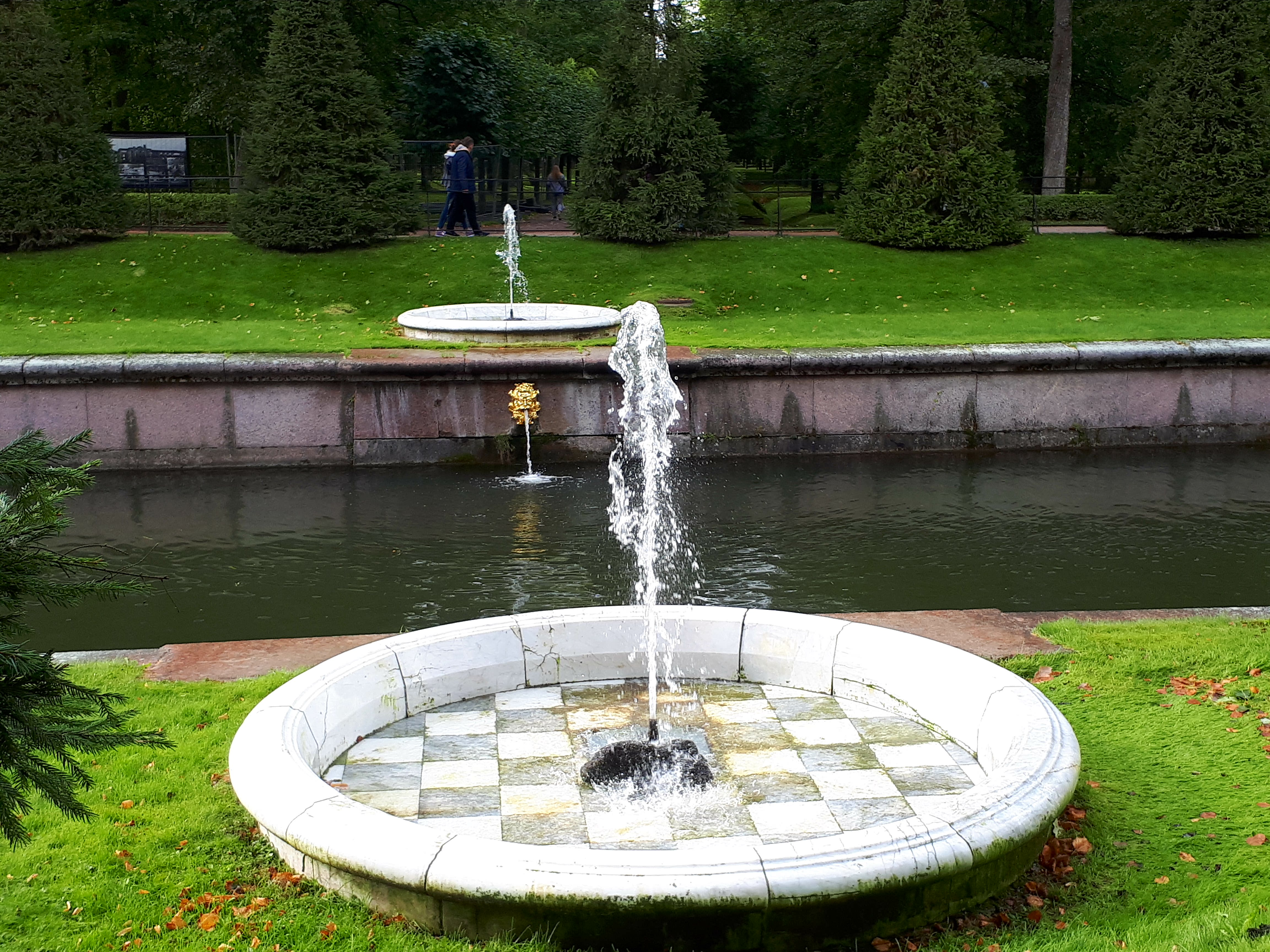
Круглый мраморный бассейн

Аллея фонтанов — памятник архитектуры, 22 фонтана, образующих аллею по сторонам Самсоновского канала в Нижнем парке Петергофа. Композиционно связывают Большой дворец с морем.
По задумке Петра I, фонтаны, украшающие въезд с моря, должны были стоять в решётчатых нишах, их должны были украшать скульптуры по мотивам басен и притч из «Зрелища жития человеческого».
В 1723—1724 годах были созданы фонтаны «Два змея», «Гора и мышь», «Змей, грызущий наковальню» и «Курица и ястреб». Миниатюрные скульптуры были вырезаны из дерева по рисункам Н. Пино, раскрашены и поставлены в деревянные чаши на высоких ножках, сделанных по чертежу М. Г. Земцова. Бассейны были декорированы туфом и раковинами. Также было сделано восемнадцать трельяжных ниш без скульптур, только с фонтанными чашами.

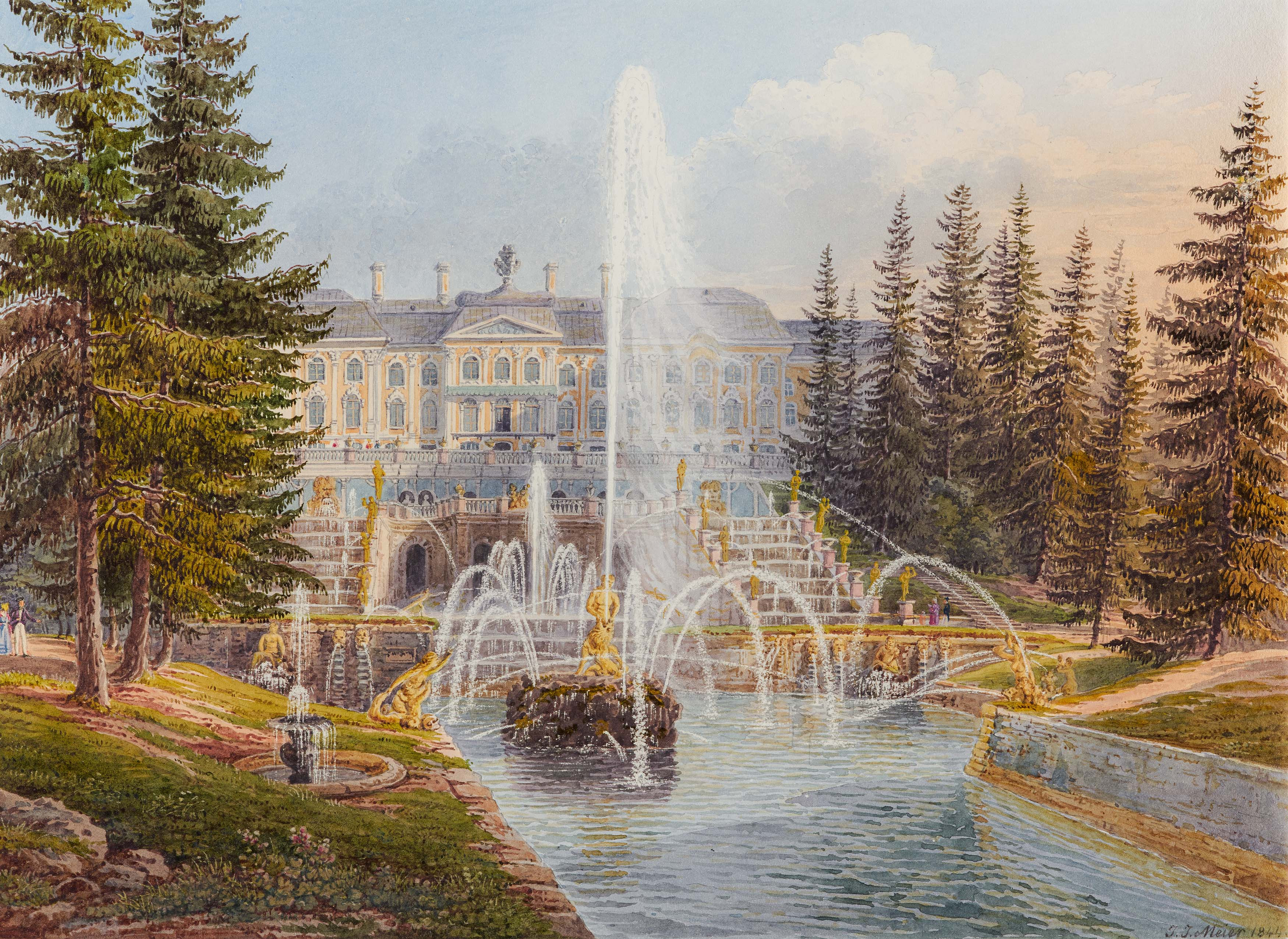
Фонтаны (ближе к нижнему левому углу) в 1844 году на картине Иоганна Якоба Мейера

В 1735 году фонтаны передвинули к каналу; после перемещения они получили название «нишельные», или «пирамиды». Новые бассейны, по форме как корзины с двумя ручками, были сделаны из пудостского известняка. В каждом фонтане было двадцать трубок, образующих различные водяные фигуры, внутри стояли свинцовые вазы (по другим данным, трубок было двенадцать, и водяные струи из них образовывали маленькие пирамидки). Вода из бассейнов фонтанов уходила в канал по трубам, место слива было украшено маскаронами-сатирами, выполненными по рисункам Б. Ф. Растрелли сначала из свинца, с начала XIX века — из бронзы, после 1830-х годов некоторые маскароны были отлиты из чугуна.
В 1853 году по проекту А. И. Штакеншнейдера фонтаны были вновь переделаны: фигурные бассейны стали круглыми мраморными, у них была оставлена одна струя в центре равной высоты. Восемь известняковых бассейнов сохранилось, для четырнадцати, от ковша Самсоновского канала до Марлинского моста, новые чаши сделала Петергофская гранильная фабрика в 1854—1860 годах.
После Великой Отечественной войны сохранилось 14 маскаронов. Восемь утраченных были вновь отлиты в 1947 году на заводе «Монументскульптура».